# Frank Rudolph Wolf
Frank Rudolph Wolf (ur. 30 stycznia 1939 w Filadelfii) – polityk i prawnik amerykański związany z Partią Republikańską.
W latach 1981–2015 był przedstawicielem dziesiątego okręgu wyborczego w stanie Wirginia w Izbie Reprezentantów Stanów Zjednoczonych.
Był wnioskodawcą utworzenia Irackiej Grupy Studyjnej.

## Odznaczenia
- Krzyż Wielkiego Oficera Orderu Zasługi (Rumunia, 2000)[1]